# Polyrhachis arnoldi
Polyrhachis arnoldi är en myrart som beskrevs av Auguste-Henri Forel 1914. Polyrhachis arnoldi ingår i släktet Polyrhachis och familjen myror. Inga underarter finns listade i Catalogue of Life.